# Micropterix montosiella
Micropterix montosiella là một loài bướm đêm thuộc họ Micropterigidae. Nó được Zagulajev miêu tả năm 1983.